# Kokovice
Kokovice (Duits: Kokowitz of Kockowitz) is een Tsjechische plaats in de gemeente Klobuky in de regio Midden-Bohemen en maakt deel uit van het district Kladno.
Kokovice telt 107 inwoners (2021).

## Geschiedenis
De eerste schriftelijke vermelding van Kokovice dateert van 1318.
Sinds 1960 is Kokovice onderdeel van de gemeente Klobuky.

## Bezienswaardigheden
- Kapel op het dorpsplein.

## Geboren
- Karel Toman (1877–1946), Tsjechisch dichter.

## Galerij

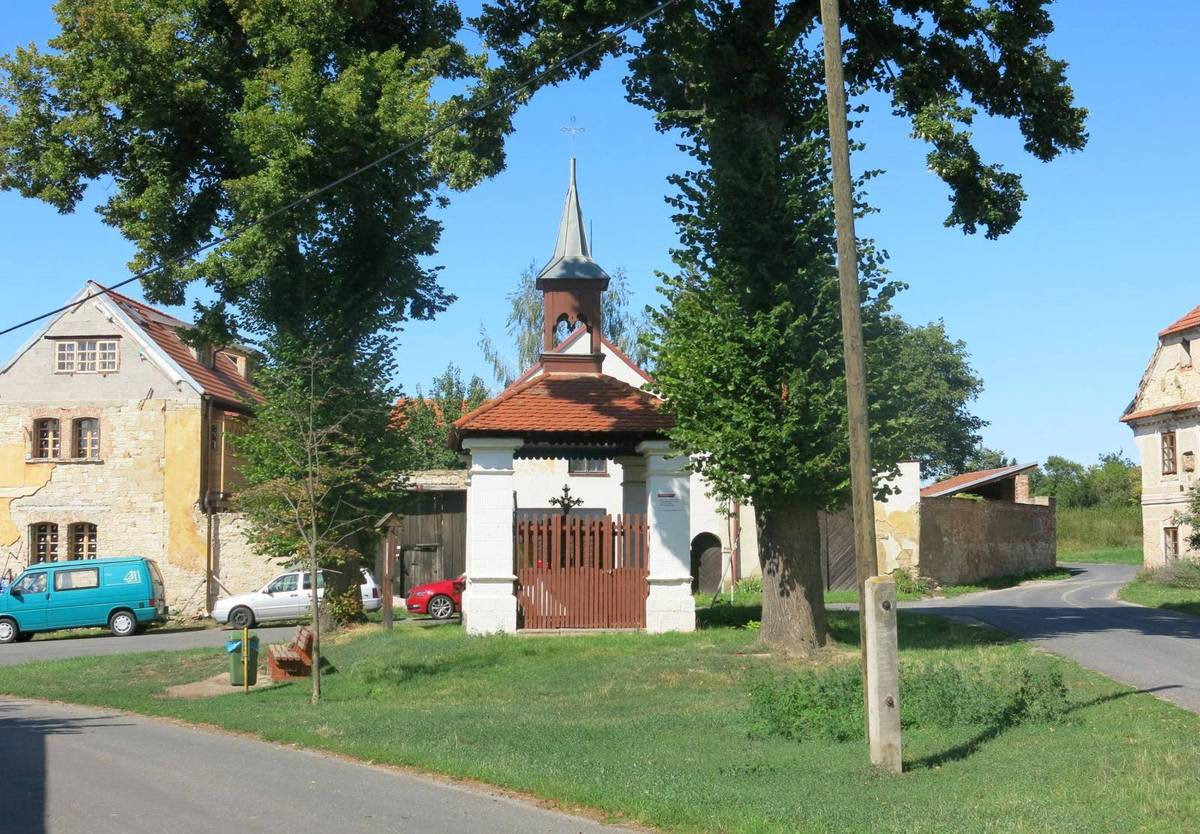
Kapel op het dorpsplein
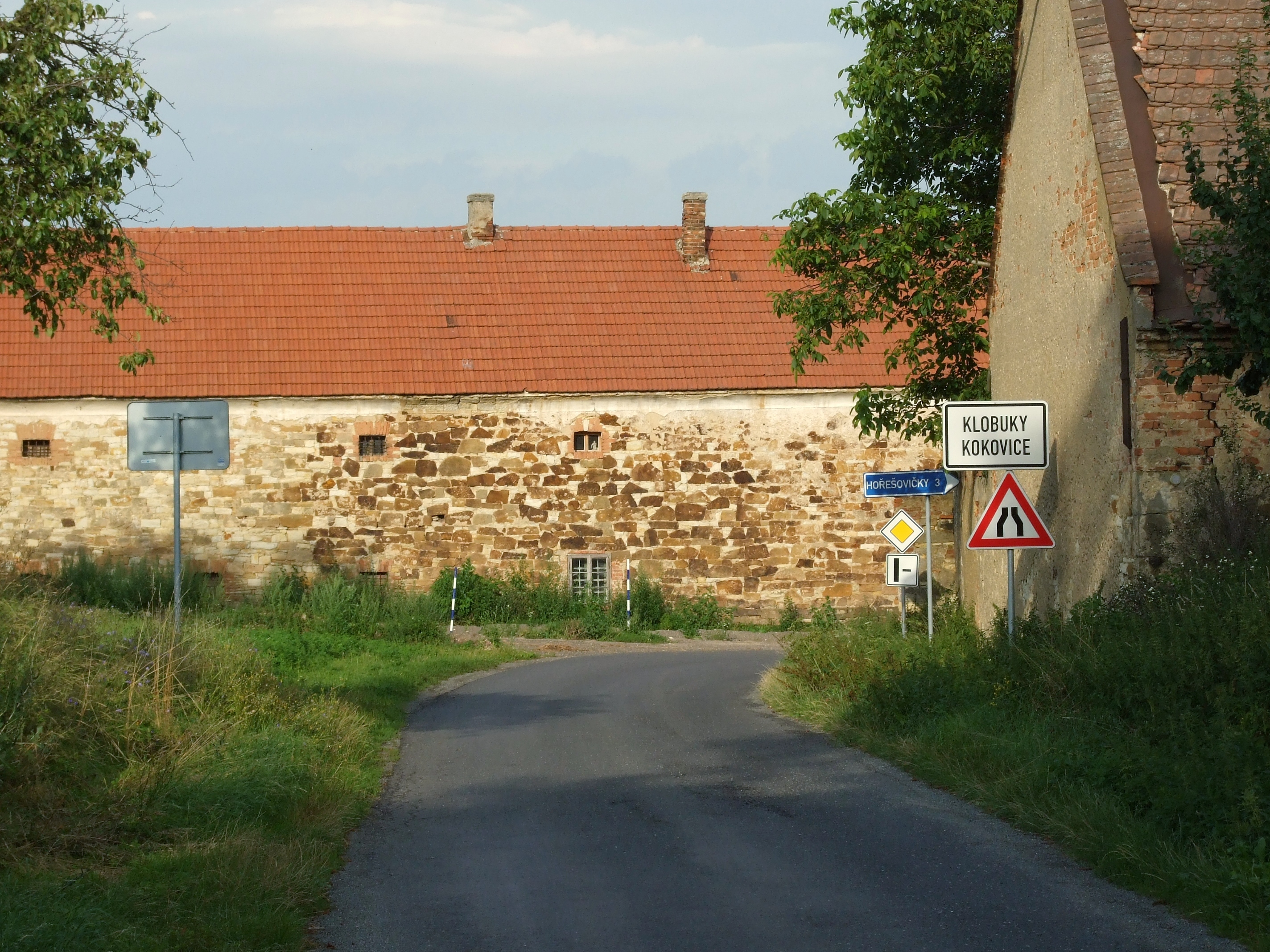
Toegangsweg tot het dorp